# Gladkara cellularis
Gladkara cellularis är en insektsart som beskrevs av Irena Dworakowska 1995. Gladkara cellularis ingår i släktet Gladkara och familjen dvärgstritar.
Artens utbredningsområde är Brunei. Inga underarter finns listade i Catalogue of Life.